# 이브 퀴리
이브 퀴리(Eve Curie, 프랑스어: Ève Denise Curie Labouisse 에브 드니즈 퀴리 라부이스[*], 1904년 12월 6일 ~ 2007년 10월 22일)는 미국, 프랑스의 작가, 언론인, 국제 기구 활동가, 피아노 연주자이다.

## 생애

### 마리 퀴리의 차녀
1904년 12월 6일에 파리에서 물리학자인 피에르 퀴리와 마리 퀴리 부부의 차녀로 태어났으며, 이렌 졸리오퀴리의 동생이다. 16세에 어머니, 언니와 함께 올림픽 호를 타고 미국을 여행하였으며, 1926년 언니 이렌이 결혼 후 어머니 곁에 남아 1934년 어머니가 고인이 될 때까지 돌보았다.

### 작가

#### 적성과 흥미를 찾다
어머니와 함께 생활하면서 자신이 과학에 흥미가 없음을 발견한 이브는 1935년 어머니의 모국인 폴란드를 방문하여 어머니의 어린 시절의 자취를 확인하였고, 이를 바탕으로 1937년 어머니의 전기인 "퀴리 부인"(프랑스어: Madame Curie)을 출간하였다. 이 책은 1943년 미국 메트로-골드윈-메이어 영화사에 의하여 시나리오로 각색되기도 하였다.

#### 제2차세계대전
제2차 세계 대전 당시에는 리비아와 러시아, 버마, 중국 등지에서 전쟁 특파원으로 활약하였으며, 샤를 드골이 주도한 대독(對獨) 프랑스 해방운동(FFL)에 적극 가담하기도 했다. 그 결과 당시 나치 독일의 괴뢰 정부였던 비시 프랑스 정부에서는 그녀의 프랑스 시민권을 박탈하기도 했으나 나치 독일의 패망 이후 원복되었다.

#### 일간지 기자
1944년부터 1949년까지 이브는 일간지 파리 프레스(프랑스어: Paris-Presse)의 부발행인으로 활동하였으며, 국제 정치에도 관심을 가져 북대서양 조약 기구 사무총장 특별 보좌관, 아동 구호 활동가 등으로도 활약하였다.

#### 결혼
국제 기구 활동을 통하여 만난 미국 외교관 헨리 리처드슨 라부이스 주니어 퀴리(Henry Richardson Labouisse Jr.)하고 1954년 11월 19일 결혼을 하게 되었고 1958년 미국 시민권을 취득하여 고인이 될 때까지 미국하고 프랑스의 이중 국적을 유지하였다. 1965년 남편 헨리 라부이스 퀴리는 유니세프 대표로서 노벨 평화상을 수상하였다. 이후 그녀는 아버지, 어머니, 언니, 형부, 남편까지 모두 노벨상을 받았는데 자신만 타지 못했다면서 "저는 우리 집안의 수치입니다."라는 농담을 하곤 했다고 한다.

#### 미국에서의 생활
1987년 남편이 타계한 후, 이브는 뉴욕에 기거하였다. 이브는 헨리 라부이스와의 사이에 자녀가 없었기에 헨리하고 전 부인 사이에서 태어난 딸 앤 페레츠 퀴리로부터 돌봄을 받았다. 2005년에는 유니세프 활동 공로로 레지옹 도뇌르 훈장을 수여받았다. 그밖에도 전미 도서상(National Book Award), 폴란드 부활기사십자훈장(Order of Polonia Restituta)를 수여받았다. 그녀의 101세 생일(2005년 12월 6일)때는 세계 국가원수들의 축전이 이어졌다. 2년 후인 2007년 10월 22일, 이브는 뉴욕 맨해튼의 서튼 플레이스에 위치한 자택에서 향년 102세의 나이로 사망하였다. 그녀의 장례식은 뉴올리언스의 메타리 공동묘지에서 거행되었다.

## 가족관계
- 어머니 : 마리 퀴리 (1867년~1934년)
- 아버지 : 피에르 퀴리 (1859년~1906년)
  - 언니 : 이렌 졸리오퀴리 (1897년~1956년)
  - 형부 : 프레데리크 졸리오퀴리 (1900년~1958년)
  - 배우자 : 헨리 리처드슨 라부이스 주니어 (1904년 2월~1987년)

## 참고 자료
- 퀴리부인 딸 이브 퀴리 별세 : 문화일보 2007년 10월 26일자
- 퀴리부인 딸 이브 퀴리 타계 : 매일경제 2007년 10월 26일자

## 같이 보기
- 마리 퀴리
- 이렌 졸리오퀴리